# 스타 트렉: 엔터프라이즈
스타 트렉: 엔터프라이즈(영어: Star Trek: Enterprise)는 2001년 9월 26일부터 2005년 5월 13일까지 UPN에서 방영된 《스타 트렉 시리즈》의 다섯 번째 드라마 작품이다.